# Paulo Murilo Frederico Ferreira
Paulo Murilo Frederico Ferreira (Rio de Janeiro, 30 de abril de 1939- 18 de dezembro de 2022), mais conhecido simplesmente por Murilo, foi um ex-futebolista brasileiro que atuava como lateral-direito.
Um símbolo do Flamengo, ele está entre os jogadores que mais atuaram pelo clube. Segundo o Almanaque do Flamengo, de Roberto Assaf e Clóvis Martins, atuou em 448 jogos com camisa rubro-negra, sendo 230 vitórias, 104 empates e 114 derrotas, e marcou 3 gols.
Murilo foi um dos 47 jogadores convocados, pelo técnico Vicente Feola, para o período de treinamento para a Copa da Inglaterra, mas não chegou a disputar a Copa.

## Conquistas

### Como Jogador
Flamengo
- Campeonato Carioca de Futebol (2): 1963 e 1965
- Troféu Naranja: 1964
- Torneio Quadrangular de Vitória: 1965
- Torneio Gilberto Alves: 1965
- Troféu Mohammed IV: 1968
- Troféu Restelo: 1968
- Troféu Ary Barroso: 1970
- Torneio Internacional de Verão do Rio de Janeiro: 1970

Tiradentes-PI
- Campeonato Piauiense: 1972

### Como Treinador
Flamengo do Piauí
- Campeonato Piauiense: 1976